# Giro del Lazio 1959
Il Giro del Lazio 1959, venticinquesima edizione della corsa, valido come campionato nazionale, si svolse il 27 settembre 1959. La vittoria fu appannaggio dell'italiano Diego Ronchini, il quale precedette i connazionali Adriano Zamboni e Angelo Conterno.
I corridori che tagliarono il traguardo furono 38.

## Ordine d'arrivo (Top 10)
| Pos. | Corridore         | Squadra           | Tempo   |
| ---- | ----------------- | ----------------- | ------- |
| 1    | Diego Ronchini    | Bianchi           |         |
| 2    | Adriano Zamboni   | Mondia            | s.t.    |
| 3    | Angelo Conterno   | Carpano           | s.t.    |
| 4    | Ercole Baldini    | Ignis             | s.t.    |
| 5    | Silvano Ciampi    | Bianchi           | a 1'33" |
| 6    | Nino Defilippis   | Carpano           | s.t.    |
| 7    | Rino Benedetti    | Ghigi             | s.t.    |
| 8    | Guido Boni        | Tricofilina-Coppi | s.t.    |
| 9    | Arnaldo Pambianco | Legnano           | s.t.    |
| 10   | Guido Carlesi     | Ghigi             | s.t.    |